# Bill Souter
Bill Souter, diminutivo di William Souter (Dundee, 3 marzo 1931 – Chester, 24 agosto 2012) è stato un calciatore scozzese, di ruolo difensore.

## Carriera
Dopo aver giocato con i dilettanti scozzesi del Broughtly Athletic, dal 1953 al 1957 fa parte della rosa del Burnley, club della prima divisione inglese, con il quale non scende però mai in campo in partite di campionato. Successivamente dal 1957 al 1960 gioca nel Chester City, prima in per una stagione in terza divisione e poi per un biennio nel neonato campionato di quarta divisione, per un totale di 51 presenze ed una rete in incontri di campionato (che restano anche i suoi unici in carriera nei campionati della Football League). Passa quindi ai gallesi del Bangor City, con cui, grazie alla vittoria della Coppa del Galles nella stagione 1961-1962, partecipa alla Coppa delle Coppe 1962-1963: in particolare, Souter gioca tutte e 3 le partite a cui il club prende parte nel torneo stesso (viene infatti eliminato nel primo turno dagli italiani del Napoli perdendo per 2-1 la partita di spareggio in campo neutro, dopo che nella consueta sfida di andata e ritorno ciascun club aveva vinto la propria partita casalinga, rispettivamente con i punteggi di 2-0 per il Bangor City all'andata e di 3-1 per il Napoli al ritorno). A fine stagione lascia il club, giocando per un ulteriore triennio a livello semiprofessionistico con i gallesi del Colwyn Bay per poi nel 1966, all'età di 35 anni, ritirarsi.

## Palmarès

### Club

#### Competizioni nazionali
- Coppa del Galles: 1

Bangor City: 1961-1962

#### Competizioni regionali
- Welsh National League (North): 1

Colwyn Bay: 1964-1965